# Zaraza bluszczowa
Zaraza bluszczowa (Orobanche hederae Duby) – gatunek byliny należący do rodziny zarazowatych. 

## Zasięg występowania
Występuje w Afryce Północnej (Algieria, Maroko, Azory), Europie Południowej i Zachodniej oraz w Iranie, Turcji i na Kaukazie. W Polsce występuje przejściowo jako efemerofit, zawlekana do parków w zachodniej części kraju (Gryfino, Prószków).

## Morfologia
ŁodygaNierozgałęziona, wysokości 30–60 cm, okryta łuskami. Pędy wzniesione ponad ziemię pojawiają się, gdy wytwarzają kwiaty.
KwiatyRurka korony skierowana ku górze najpierw zwęża się, a następnie rozszerza, u góry wygina się łukowato. Jest biaława z czerwonymi żyłkami, na grzbiecie fioletowo nabiegła. Kielich krótszy od rurki korony, czasem równej długości.

## Biologia i ekologia
Geofit. Kwiaty bez zapachu. Kwitnie od maja do lipca. 
Jest to roślina bezzieleniowa, nie przeprowadzająca fotosyntezy, cudzożywna, pasożytująca na bluszczu Hedera, zwłaszcza bluszczu irlandzkim Hedera hibernica. Stwierdzana była też jako pasożyt na uprawianych okazach fatsji japońskiej Fatsia japonica.

## Zagrożenia i ochrona
W latach 2004–2014 gatunek był objęty w Polsce ochroną ścisłą, od 2014 roku podlega ochronie częściowej.